# 中靏隆彰
中靏 隆彰（なかづる たかあき、1990年10月24日 - ）は、元ラグビー選手。

## プロフィール
- 兄の憲章もラグビー選手[1]。
- 7人制日本代表に選ばれたことがある[2]。
- U20日本代表[3] やジュニア・ジャパン[4] に選ばれたことがある。
- 現・パナソニックの福岡堅樹は玄海ジュニアラグビークラブ時代の幼馴染[5]。

## 略歴
ラグビーは小学4年生から始めた。
2009年、西南学院高校卒業後、早稲田大学に入る。なお西南学院高校時代、高校日本代表に選ばれたことがある。
2013年、早稲田大学卒業後、サントリーサンゴリアスに加入。なお早稲田大学時代の同級生には伊藤平一郎、上田竜太郎、中野裕太、西橋勇人、原田季郎、森田慶良、吉井耕平らがいる。
2014年8月23日に行われたジャパンラグビートップリーグ第1節のコカ・コーラレッドスパークス戦に先発出場で公式戦初出場を果たす。
2017年、トップリーグで個人賞を初めて3冠で獲得し、また同年1月にはスーパーラグビーサンウルブズの2017年スコッドに入っ
た。
2025年6月、東京サントリーサンゴリアスを退団し、選手引退をした。

## 受賞歴
- 2016-17MVP 最多トライゲッター ベストフィフティーン